# Pieve di Coriano
Pieve di Coriano är en ort och tidigare kommun i kommunen Borgo Mantovano i provinsen Mantua i regionen Lombardiet i Italien. 
Pieve di Coriano upphörde som kommun den 1 januari 2018 och bildade med de tidigare kommunerna Revere och Villa Poma den nya kommunen Borgo Mantovano. Den tidigare kommunen hade 1 017 invånare (2017).